# 山武市立日向小学校
山武市立日向小学校（さんむしりつひゅうがしょうがっこう）は、千葉県山武市木原にある公立小学校。

## 概要
- 児童数 - 229名

## 沿革
- 1873年 - 下布田小学校、椎崎小学校が開校。
- 1874年 - 木原小学校、森小学校が開校。
- 1904年12月14日 - 日向高等小学校が創立。この日を創立記念日とする。
- 1908年 - 日向尋常高等小学校となる。木原、森分校を設置。
- 1941年 - 日向村国民学校に改称。
- 1947年 - 日向村立日向小学校に改称。
- 1955年 - 日向村が、睦岡村と合併し、山武町が発足。山武町立日向小学校に改称。
- 1966年 - 森分校が廃止される。
- 1968年 - 木原分校が廃止される。
- 1969年 - 旧・山武中学校日源校舎に移転。
- 1981年 - 校舎落成
- 1991年 - 増築校舎完成
- 1998年 - 山武町立山武西小学校が開校。
- 2006年 - 山武町が、成東町・松尾町・蓮沼村と合併し、山武市が発足。山武市立日向小学校に改称。
- 2014年3月19日 - 山武市学校のあり方検討委員会が教育委員会に提出した答申[1]において、山武西小学校との統合が望ましいと示される。
- 2019年12月13日 - 令和元年市議会第4回定例会において、山武市立小学校設置条例の一部を改正する条例が可決[2]。統合校の校名を「山武市立日向小学校」とすることが決定。
- 2021年4月1日
  - 旧・日向小学校と山武西小学校が統合し、新たに日向小学校が開校。
  - 旧・山武南中学校の跡地に移転[3]。

## 通学区域
日向小学校の通学区域には以下の区域が指定されている。
西外野、神野、大口、下辺田、大木台、野馬木戸、横堀台、宮田、木原山、木原新田、蔵持、天ケ谷、合名、細田、花見谷、岩ノ谷、中台、古宿、さぎ山台、松崎、日向ニュータウン、京増、古谷、西大椎崎、東大椎崎、大椎崎、弓手、宿、宿下、宿中、椎崎みどり台、菜の花、宿上、椎崎新田、観音谷、日向台、矢部、西金ケ谷、日向学園台、中金ケ谷、東金ケ谷、南金ケ谷、東城府、西城府、森台、山支、西本郷、東本郷、古内、高浪、雨坪、武勝、下布田、植草

## アクセス
- 鉄道 - JR総武本線 日向駅下車、徒歩約30分

## その他
移転前の敷地の前庭には、千葉県で最初に建てられた伊藤左千夫「牛飼い」の歌碑がある。これは1961年、この地にあった日源中学校の時代に建立された。 　